# Thành Tôn
Thành Tôn (7 tháng 4 năm 1913 – 8 tháng 11 năm 1997) là một nghệ sĩ hát bội người Việt Nam. Ông được Nhà nước Việt Nam trao tặng danh hiệu Nghệ sĩ Nhân dân vì những đóng góp cho nghệ thuật sân khấu truyền thống và đào tạo nhiều thế hệ nghệ sĩ sân khấu tài năng.

## Thân thế
Ông tên thật là Nguyễn Thành Tôn, sinh ngày 7 tháng 4 năm 1913 tại làng Trường Thọ, quận Vũng Liêm (nay thuộc xã Trung Thành Tây, huyện Vũng Liêm), tỉnh Vĩnh Long. Ông xuất thân trong một gia đình dòng dõi và một làng có truyền thống theo nghề hát từ thế kỷ thứ XIX. Sinh thời, ông có kể rõ về lai lịch của mình trong bài viết trên báo Sân khấu Thành phố Hồ Chí Minh số 92, ngày 5 tháng 10 năm 1991, được soạn giả, ký giả Huy Trường ghi lại như sau: "Ông cố của Thành Tôn tên là Nguyễn Văn Sĩ, vốn là người của triều đình nhà Nguyễn, từng biết rành hát bội, từng từ bỏ triều đình về định cư lập nghiệp ở rạch Cái Tôm, vàm Mân Thích. Ông đã dạy cho con cháu và những người lân cận ca hát để trình diễn ở đình chùa khi có những ngày lễ hội vui hay tế lễ. Ông nội của Nguyễn Thành Tôn là Nguyễn Văn Luông, bà nội tên Trần Thị Mười là hai nghệ sĩ thời bấy giờ từng thành lập đoàn Phước Long ban (bầu Luông Vĩnh Long). Cha của Thành Tôn là ông Nguyễn Văn Nở (kép Hai Nở), thuộc đoàn nhà Phước Long ban, đi kháng chiến năm 1947 và hy sinh năm 1952...".

## Sự nghiệp
Thuở nhỏ, ông được gia đình cho đi học chữ. Tuy nhiên, đến năm 1926, ông thôi học chữ, trở về quê để đi theo gánh Phước Long Ban của ông nội là Bầu Luông khi mới 13 tuổi. Tuy là theo gánh hát của gia đình nhưng ông vẫn phải học hát theo đúng trình tự, học từ vai quân hầu, quân canh, quân chạy hiệu, cho đến khi được 17 tuổi mới được đóng vai kép con. Những người thầy đầu tiên của ông là kép Tư Nhuận, ông Nhưng Sửu (người Bến Tre).
Thời bấy giờ, Phước Long Ban là một đại ban, chuyên hát bội ở các tỉnh miền Tây, mỗi lần di chuyển phải sử dụng hơn 10 chiếc ghe chài lớn nhỏ mới đủ chuyên chở các nghệ sĩ, công nhân khuân vác và những dụng cụ dựng rạp hát như vải bố, tăng, ghế sắt. Đến địa phương nào không có đình, miễu, rạp hát thì Phước Long Ban sẽ bao nhà lồng chợ. Tuy vậy, gánh hát Phước Long Ban chỉ hoạt động từ tháng Giêng đến cuối tháng Tư, thời gian còn lại gánh hát quay về quê quán, chia tiền cho các thành viên, sau đó vừa tập tuồng mới vừa làm ruộng để sống.
Từ thập niên 1930, hát bội càng lúc càng mất khán giả. Ở thành thị, cải lương được khán giả ưa thích hơn. Phước Long Ban do nhu cầu tồn tại nên đã cải tiến phong cách trình diễn, bắt đầu pha hơi hướng cải lương. Ông cùng các đào kép trong ban được thụ giáo các nghệ sĩ nổi danh như Hai Bá (đàn tranh), Năm Bửu (đàn cò) và Bảy Thu (đàn gáo) về kỹ thuật ca cải lương. Ngoài ra, ông còn học ca cải lương và kỹ thuật đàn kìm, đàn cò, đàn sến từ nghệ sĩ Hai Bá ở Thiềng Đức nên khả năng của ông về nghệ thuật hát bội và cải lương đều vượt trội hơn các bạn đồng trang lứa.
Năm 1940, ông nội ông là bầu Luông qua đời. Vì quá đau buồn, cha ông là bầu Nở không muốn tiếp tục điều hành gánh hát nên Phước Long Ban tan rã. Ông bèn đi hát cho gánh Thạnh Hưng Ban của ông bầu Hùng ở huyện Trà Ôn (Cần Thơ). Năm 26 tuổi, ông rời quê hương lên Sài Gòn hát cho gánh Tấn Thành Ban của bầu Cung ở đình Nhơn Hòa Cầu Muối. Một năm sau, ông chuyển sang hát kép chánh cho gánh Vĩnh Xuân Ban của bầu Thắng, bắt đầu sự nghiệp lưu diễn khắp Sài Gòn và Nam Kỳ Lục tỉnh. Ngoài ra, ông cũng cộng tác và học nghề với nhiều ban hát ở Sài Gòn như Nghĩa Thành (Biện Dực), Hoa Xuân (Mười Vàng)...
Năm 1945, ông ra bưng biền tham gia kháng chiến một thời gian rồi trở về Sài Gòn hát lại cho gánh Vĩnh Xuân Ban. Ông cùng các nghệ sĩ Trần Hữu Trang, Nguyễn Thành Châu, Hoàng Chỉ, đứng ra lập Hội tương tế nghệ sĩ, thực chất là tổ chức hoạt động bí mật của Việt Minh trong giới nghệ sĩ nội thành Sài Gòn. Ông cùng với các nghệ sĩ Sáu Vững, Hữu Thoại, lập Ban hát bội Vân Hạc, trình diễn nhiều tuồng hát bội trên Đài phát thanh Sài Gòn với thành phần diễn viên tài danh của Vĩnh Xuân Ban. Do yêu cầu của Đài, trình diễn phải có kịch bản đưa duyệt trước, ông chịu trách nhiệm ghi chép sẵn một số tuồng xưa cho Ban Vân Hạc có thể thực hiện chương trình hát bội trên Đài, từ đó bắt đầu bước vào sự nghiệp soạn tuồng.
Trước năm 1975, ông làm lãnh đạo ban hát bội Vân Hạc, diễn thường xuyên ở Sài Gòn.
Ngoài diễn viên, nghệ sĩ Thành Tôn là soạn giả tuồng với nhiều vở được dàn dựng, biểu diễn khắp Nam – Trung – Bắc và trên Đài Phát thanh suốt nhiều năm.
Ông là thành viên sáng lập Đoàn hát bội tại Thành phố Hồ Chí Minh, dành nhiều tâm huyết nghiên cứu cách diễn, cách viết, dàn dựng tuồng đổi mới cho phù hợp hướng cảm thụ của khán giả và hết lòng chăm sóc, giúp đỡ nghệ sĩ trẻ với nguyện vọng của ông: "Hát bội không bao giờ chết, nó vẫn tồn tại trong đời sống văn hóa dân tộc".
Ông mất ngày 8 tháng 11 năm 1997 tại Thành phố Hồ Chí Minh, thọ 84 tuổi.

## Một số vai diễn nổi bật
- Chu Du (vở Giang Đông phó hội)
- Triệu Tử Long (vở Triệu Tử Long đoạt ấu chúa)
- Thái Kiệt (giải Diễn viên xuất sắc năm 1980)
- Trần Liễu (Huy chương vàng Hội diễn toàn quốc năm 1985)

## Một gia đình nghệ sĩ
Gia tộc Thành Tôn nhiều đời là nghệ sĩ nổi tiếng, có nhiều đóng góp trong nghệ thuật sân khấu miền Nam nói riêng và Việt Nam nói chung.
- Ông cố: nghệ sĩ Nguyễn Thành Sĩ (bầu Sĩ)
- Ông nội: nghệ sĩ Nguyễn Thành Luông (bầu Luông)
- Cha: nghệ sĩ Nguyễn Thành Nở (bầu Nở)

Gia tộc bên vợ ông (nghệ sĩ Huỳnh Mai) cũng nhiều đời là nghệ sĩ:
- Ông bà nội vợ: cặp nghệ sĩ Vĩnh - Xuân
- Cha vợ: nghệ sĩ Nguyễn Văn Thắng (bầu Thắng)

Nổi tiếng nghiêm khắc, Thành Tôn đã đào tạo cho các con mình trở thành những nghệ sĩ tài danh, đóng góp nhiều công sức cho nền sân khấu Việt Nam.
- Nghệ sĩ Bạch Liên
- Nghệ sĩ Bạch Lê (1951)
- Nghệ sĩ Bạch Lựu
- Nghệ sĩ Bạch Lý
- Nghệ sĩ Bạch Long (tên thật Thành Tùng) (1959)
- Nghệ sĩ Thành Lộc (1961)

Mặc dù thế hệ sau không có ai kế nghiệp, nhưng con trai ông là nghệ sĩ Bạch Long đã thành lập Nhóm Đồng ấu Bạch Long (tương tự mô hình Nhóm Đồng ấu Minh Tơ của người cậu ruột là nghệ sĩ Minh Tơ) đào tạo ra nhiều nghệ sĩ trẻ nổi danh như Quế Trân, Vũ Luân, Tú Sương, Trinh Trinh... theo phong cách của gia tộc Thành Tôn.
Soạn giả Nguyễn Phương xưng tụng gia đình Thành Tôn là một trong "Ngũ đại gia của Cải lương".

## Vinh danh
Cả một đời nghệ thuật của ông được tóm tắt như sau:
| “                                | "Nghệ sĩ Thành Tôn là tấm gương cao quý về sự bền chí, tự tin về một tình yêu mãnh liệt trong lao động sáng tạo nghệ thuật. Ông là hiện thân sống của cái đẹp, cái thân tình, cái hồn của nghệ thuật hát bội. Phong cách nghệ thuật từ bước đi, dáng đứng, dung mạo, cách biểu diễn, thái độ biểu diện của Thành Tôn khó có ai sánh kịp!" | ” |
| — Nghệ sĩ Nhân dân Đinh Bằng Phi | |   |

Với những đóng góp của mình, năm 1993 ông được nhà nước Việt Nam phong tặng danh hiệu Nghệ sĩ Nhân dân. Ngoài ra ông còn được trao tặng:
- Huy chương "Vì sự nghiệp Văn học – Nghệ thuật"
- Huy chương "Vì sự nghiệp Sân khấu Việt Nam" (năm 1997).[8]